# Чирков, Андрей Владимирович
Андрей Владимирович Чирков — профессиональный спортсмен-каратист, член сборной России с 2007 года.

## Биография
Родился 31 мая 1987 года в России городе Екатеринбург. С ранних лет начал заниматься карате Киокушинкай, учился в школе № 170, получил высшее образование в Уральском государственном университете физической культуры.
- 5-кратный победитель Первенства России (С 2000—2005 год)
- Чемпион Японии 2004. Серебряный призёр Первенства Мира 2005 г.
- Член Сборной России с 2007 года
- Победитель командного кубка мира 2009г
- Призёр Абсолютного Чемпионата Европы 2013г (Париж)
- Серебряный Призёр Весового Чемпионата Европы 2013г (Киев)
- Бронзовый призёр Европы (Болгария)
- Мастер боевых искусств
- Многократный призёр Кубка России
- Мастер спорта Международного класса, 4 дан